# Federal (jogador)
Kauan de Paula Milagres, vulgo Federal, é um jogador profissional de PUBG Mobile. Em 2022, ele venceu na categoria de Melhor Atleta Mobile dos Prêmios ESports Brasil, a maior premiação de eSports da américa latina. Milagres detém diversos títulos de campeonatos pelos torneios PMPL Brasil, PMPL Américas e PMCO. Aos 18 anos, ele havia disputado em campeonatos na Malásia, Indonésia e Dubai, tendo disputado em Dubai aos 16 anos.

## História
Milagres venceu as primeira, segunda e quinta temporadas da PUBG Mobile Pro League Américas e o campeonato Snapdragon Conquest Masters Series. Em 2022, foi o most valuable player (MVP) duas vezes no campeonato PMPL Brasil e uma vez no PMPL Américas.